# Tasto Pausa

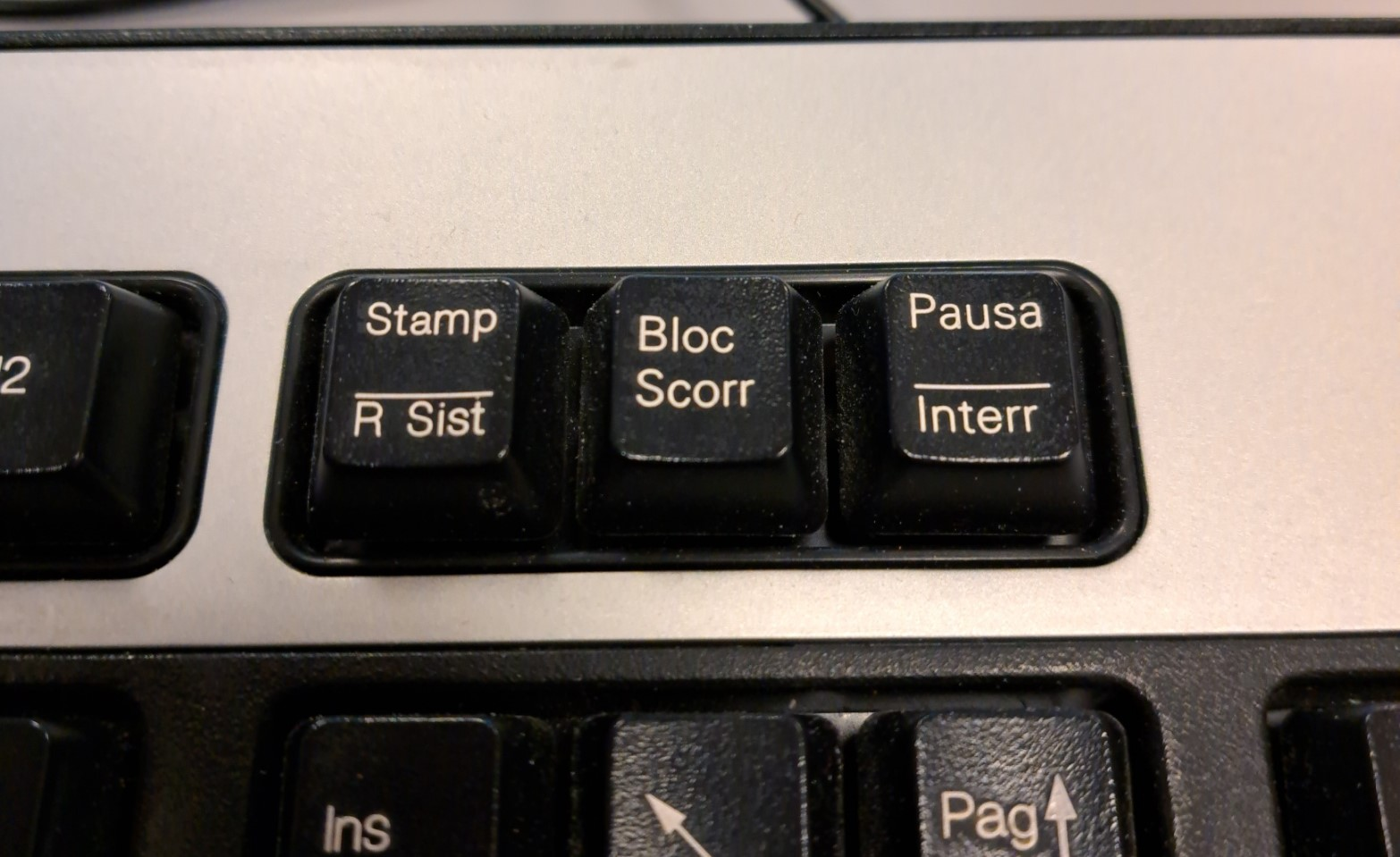
Il tasto Pausa a destra nel gruppo formato insieme a Stamp e Bloc Scorr

Il tasto Pausa, in inglese Pause, è un tasto presente su molte tastiere per computer.
Serve in DOS a fermare momentaneamente l'esecuzione di un'operazione, fino alla pressione di un qualsiasi tasto.